# Monticello (Virginia)
Monticello, ubicada cerca de Charlottesville (Estado de Virginia, Estados Unidos), fue la residencia de Thomas Jefferson, tercer presidente de los Estados Unidos. La casa es diseño del propio Jefferson, y está situada en la cima de una colina de aproximadamente 300 metros de altura en las montañas del sudoeste, al sur de Rivanna Gap. Monticello, en italiano, significa «pequeña montaña».
Una imagen de la fachada oeste de la casa se incluyó en el reverso de la moneda de níquel de 5 centavos de dólar, emitida entre 1938 y 2003, vuelta a utilizar en el diseño de la moneda del 2006, y también en el reverso del billete de 2 dólares impreso entre 1928 y 1966.

## Historia

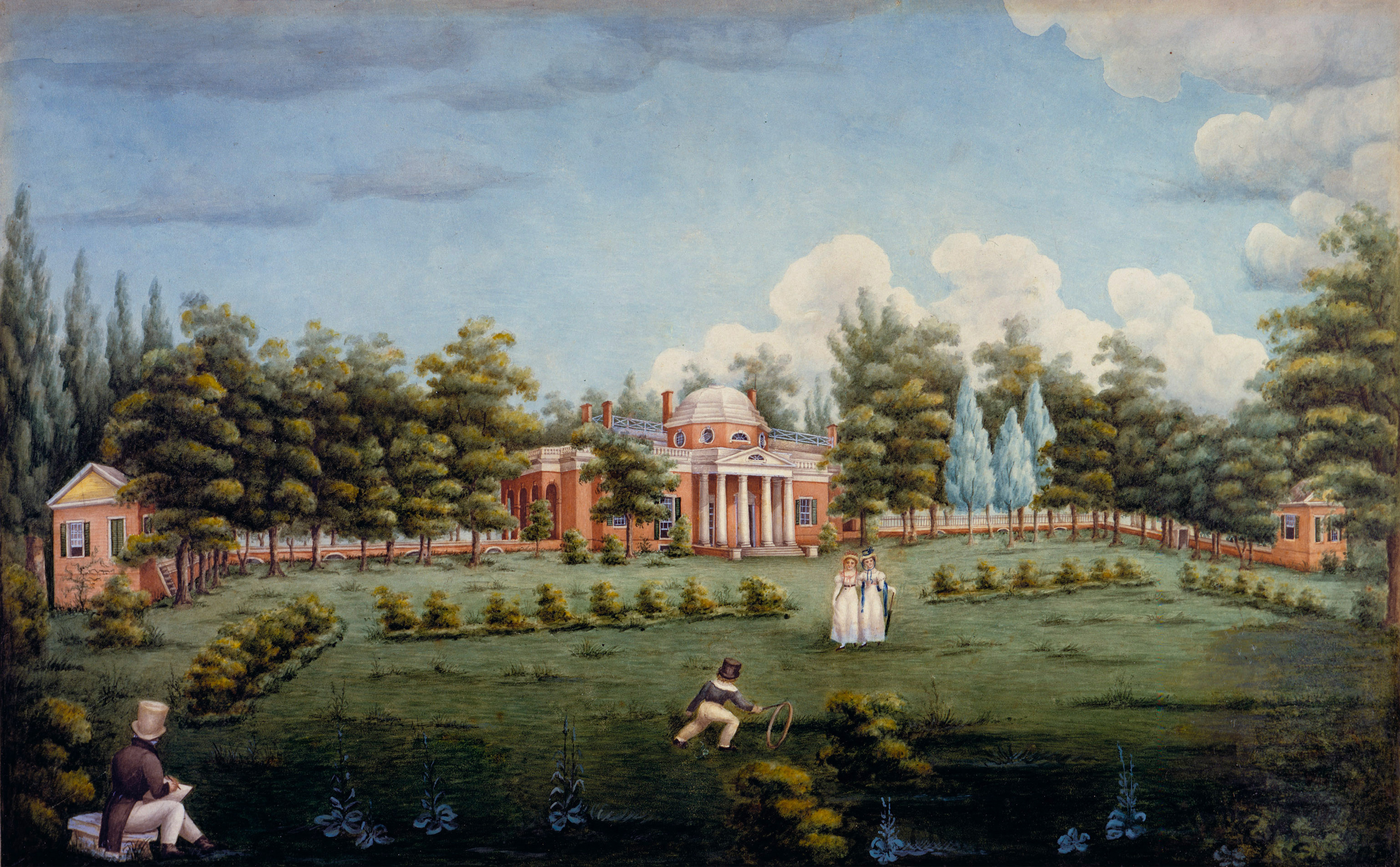
Monticello y sus jardines, aguafuerte de Jane Braddick Peticolas, 1825.

La obra se inició en 1768, y Jefferson se mudó al pabellón sur en 1770. El diseño original se basó en el estilo clásico arquitectónico de Palladio. Cuando Jefferson abandonó Monticello en 1784 para viajar extensamente por Europa, el diseño original de la casa fue completado, a excepción de los pórticos y las decoraciones internas de madera. A su regreso, Jefferson amplió su visión de Monticello incorporando características de la arquitectura palladiana y ruinas que admiró en ultramar. La construcción de Monticello finalizó en 1809 con la edificación de la cúpula.
Jefferson murió el 4 de julio de 1826 y Monticello fue heredado por su hija mayor, Martha Jefferson Randolph. Las dificultades financieras llevaron a Martha a vender la casa a James T. Barclay. En 1834, Barclay la vendió a Urías P. Levy, el primer judío americano en realizar una carrera naval como oficial en la marina norteamericana. Levy sentía gran admiración por Jefferson. Durante la Guerra Civil, la casa fue confiscada por el gobierno de la confederación y vendida, aunque Levy consiguió recuperla hasta su muerte, en 1862.
Los juicios iniciados por los herederos de Levy se resolvieron en 1879 cuando su sobrino, Jefferson Monroe Levy, un prominente abogado de Nueva York, agente inmobiliario y bursátil y miembro del Congreso, compró la parte de los restantes herederos y tomó el control de la propiedad. Jefferson Levy, como su tío, reparó, restauró y preservó Monticello, que se había deteriorado mientras se sustanciaban los juicios sucesorios en Nueva York y Virginia.
En 1923, la casa fue adquirida por una organización privada sin fines de lucro, la Fundación Thomas Jefferson. Monticello es actualmente utilizada como museo e institución educativa. Los visitantes pueden ver habitaciones en la planta baja y el subsuelo, sin embargo el piso alto no está abierto al público.

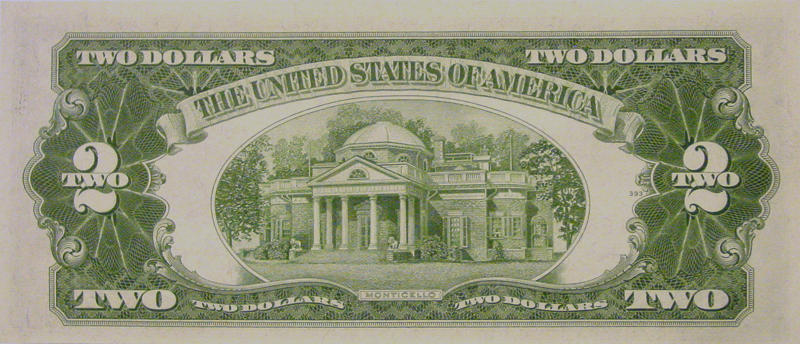
Monticello mostrado en el reverso del billete Estadounidense de 2 dólares de 1953.

Monticello es la única vivienda en los Estados Unidos que ha sido designada Patrimonio de la Humanidad. De 1989 a 1992, un equipo de arquitectos del Servicio de Arquitectura Histórica Norteamericano relevó completamente el conjunto. Los planos resultantes se guardan en la Biblioteca del Congreso. La designación como Patrimonio de la Humanidad incluye también los edificios originales de la Universidad de Virginia, fundada por Jefferson.
Otros diseños arquitectónicos de Jefferson se encuentran en su otra residencia cerca de Lynchburg, llamada Poplar Forest y el Capitolio de Virginia, en la capital estatal Richmond.